# Vụ sập cầu vượt đường sắt đô thị ở thành phố México
Vào lúc 22:25 ngày 3 tháng 5 năm 2021, theo múi giờ miền Trung Bắc Mỹ, một dầm đỡ dưới của một cầu vượt ở tuyến metro Thành phố México số 12 thuộc Mexico City Metro đã bị sập khi một đoàn tàu chạy ngang qua quận Tláhuac. Cầu vượt và hai toa cuối cùng của đoàn tàu đổ xuống đại lộ Tláhuac gần ga Olivos. Có ít nhất 25 người chết, 79 người bị thương, và tính đến ngày 4 tháng 5, vẫn còn 22 người trong tình trạng mất tích. Đây là sự cố đường sắt đô thị có nhiều người chết nhất trong gần 50 năm qua.
Tuyến 12 được đưa vào năm 2012, là tuyến mới nhất trong hệ thống metro của thành phố. Kể từ khi khánh thành, tuyến đường này đã gặp phải các vấn đề kỹ thuật và kết cấu, dẫn đến việc đóng cửa một phần các đoạn đường trên cao, là những nơi đã từng xảy ra vụ tai nạn vào năm 2014 và năm 2015. Trận động đất Puebla vào năm 2017 khiến cầu vượt hư hỏng các nhịp, mặc dù nó đã được tiến hành sửa chữa trong nhiều tháng, người dân địa phương trong các năm sau đó đã báo cáo rằng các vấn đề vẫn chưa khắc phục.

## Tổng quan

### Hệ thống tàu điện Thành phố México
Tàu hỏa đường sắt đô thị México do Sistema de Transporte Colectivo (STC) quản lý vận hành, là một trong những hệ thống tàu điện bận rộn nhất trên thế giới, chuyên chở khoảng 4,5 triệu lượt hành khách mỗi ngày. Bắt đầu hoạt động vào năm 1969, đây là hệ thống đường sắt đô thị lớn thứ hai ở Châu Mỹ sau hệ thống tàu hỏa đường sắt đô thị Thành phố New York. Trước khi vụ tai nạn xảy ra, hệ thống đã có dấu hiệu hư hỏng với những lo ngại chung về công tác bảo dưỡng.
Vào tháng 3 năm 2020, hai đoàn tàu đã đâm vào nhau tại ga Tacubaya sau khi một người lái tàu không tuân theo quy trình và hệ thống phanh của đoàn tàu không dừng tàu được. Vào tháng 1 năm 2021, vụ hỏa hoạn tuyến metro trung tâm đã khiến một sĩ quan cảnh sát thiệt mạng, và khiến 30 người khác phải nhập viện, sáu tuyến đường sắt đô thị bị ngừng hoạt động trong nhiều ngày khác nhau. Tháng 4, tuyến 4 bị đóng cửa sau một vụ hỏa hoạn.

### Tuyến 12

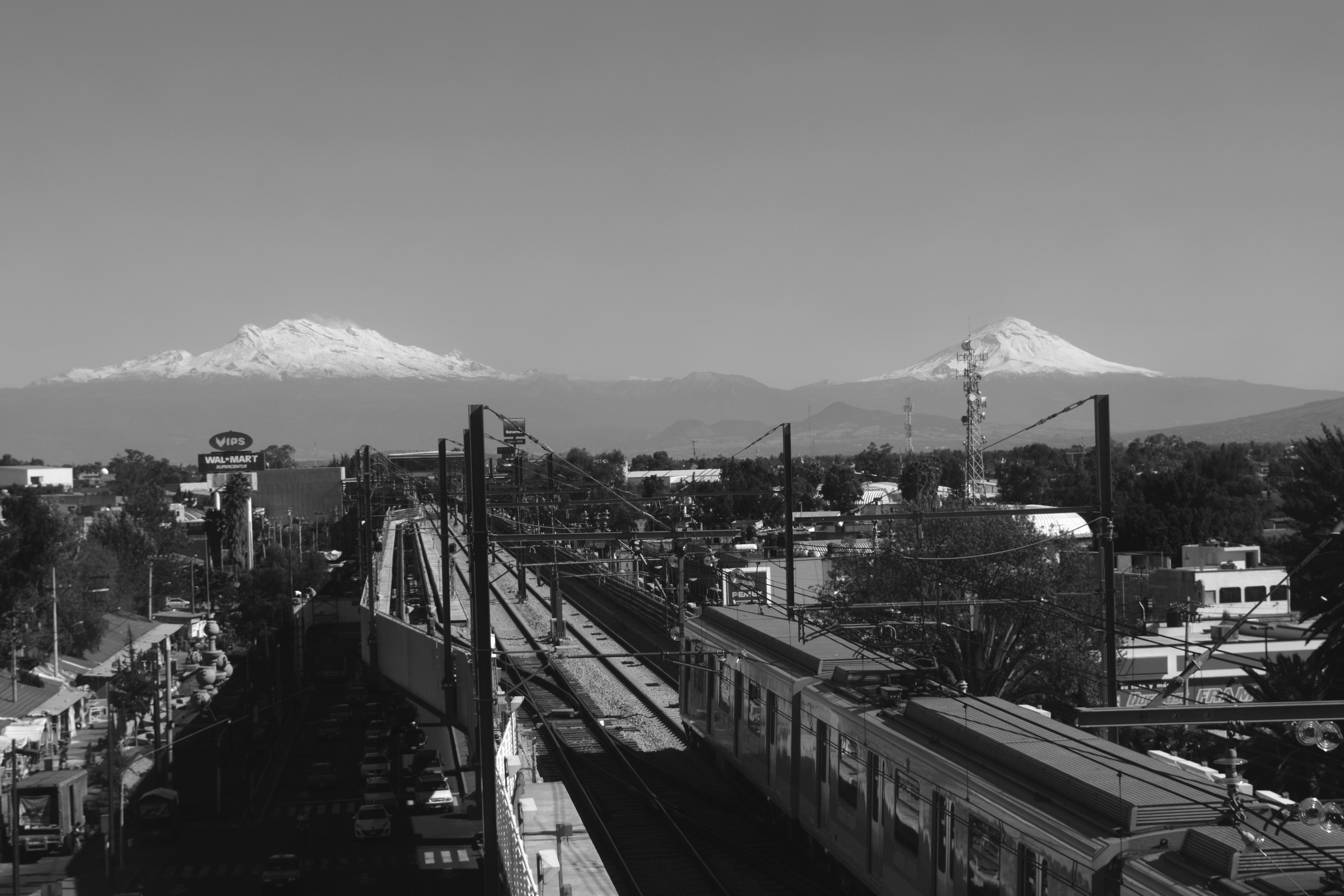
Cầu vượt Olivos – Tezonco vào năm 2016. Vụ tai nạn xảy ra gần các biển báo Vips và Walmart, có thể nhìn thấy chúng ở bên trái từ khoảng cách xa.

Tuyến 12 còn được gọi là Tuyến Vàng (Golden Line), chạy từ trung tâm phía nam thành phố Mexico đến thị trấn ở vùng nông thôn phụ cận Tláhuac về hướng đông nam, tuyến này phục vụ khoảng 350.000 lượt hành khách mỗi ngày. Đây là tuyến tàu đường sắt đô thị mới nhất của thành phố, được xây dựng bởi Grupo ICA, Alstom Mexicana và Grupo Carso.Grupo Carso. Việc xây dựng khởi công vào tháng 9 năm 2008, và trải qua nhiều lần trì hoãn xây dựng trước khi Tuyến 12 này được khai trương vào tháng 10 năm 2012 bởi Tổng thống Felipe Calderón và người đứng đầu chính quyền Thành phố Mexico, Marcelo Ebrard. Chi phí tính toán ban đầu của dự án là 26 tỷ Peso México (1,29 tỷ đô la Mỹ thời giá năm 2021) nhưng cuối cùng đã vượt quá dự kiến gấp rưỡi.
Kể từ khi đưa vào hoạt động, Tuyến số 12 đã phải đối mặt với các vấn đề về các đoàn tàu trên các đoạn đường cao, yêu cầu tốc độ thấp nhất là 5 km/h (3 dặm/giờ) trên một số đoạn do lo ngại nguy cơ bị trật bánh. Đoạn Atlalilco - Tláhuac bao gồm các ga Olivos và Tezonco sau 17 tháng hoạt động đã bị đóng cửa trong 20 tháng nữa để sửa chữa các lỗi kỹ thuật và kết cấu.
Một ủy ban chuyên trách đã được thành lập để điều tra nguyên nhân và yêu cầu các quan chức phải chịu trách nhiệm về những sai sót gây ra việc đóng cửa. Nhóm tư vấn độc lập SYSTRA được yêu cầu gửi báo cáo về cuộc điều tra của họ. Sau khi họ xem xét hơn 2.900 trang tài liệu và kiểm tra các đường ray, nhóm đã kết luận các lỗi đã xuất hiện trong quá trình "lập kế hoạch, thiết kế, xây dựng và vận hành" tuyến. Năm 2015, Văn phòng Kiểm toán Cấp cao của Liên bang (Auditoría Superior de la Federación; ASF) xác định có 12 điểm bất thường trong quá trình xây dựng, bao gồm sự không tương thích giữa bánh xe tàu điện FE-10 và đường ray, có thể gây ra bất ổn, và hoạt động của đoàn tàu có thể an toàn nhưng ở mức thấp. Theo Tổng giám đốc STC, Florencia Serranía, công ty TCO của Pháp đã ký hợp đồng từ năm 2016 để duy trì các điều kiện hoạt động hàng ngày tại các cơ sở lắp đặt cố định của tuyến tàu và không báo cáo bất kỳ ảnh hưởng nào.
Trận động đất ở Puebla vào năm 2017 khiến đường ray của tuyến bị hư hại, sáu nhà ga từ Tezonco và Olivos đến nhà ga phía đông đã tạm thời đóng cửa. Tezonco và Olivos được mở cửa trở lại ba ngày sau đó, và Olivos đóng vai trò là nhà ga đầu cuối tạm thời trong khoảng một tháng trong thời gian bốn nhà ga khác đang được sửa chữa. Năm 2017, cư dân đã báo cáo khu vực này có những vết nứt cấu trúc có thể nhìn thấy được và có thể khiến cầu sập trong tương lai. Cơ quan giao thông vận tải đã tiến hành sửa chữa sau những khiếu nại này. Một cột trụ giữa Olivos và ga Nopalera có vết nứt trên thân của nó đã được sửa chữa vào tháng 1 năm 2018. Trước khi đại dịch COVID-19 bùng phát ở Mexico người dân đã thông báo cho các nhà chức trách rằng mặt căng trở nên dốc và các dầm bị uốn cong. Vào cuối năm 2019, công ty kỹ thuật Ingeniería, Servicios y Sistemas Aplicados đã tiến hành một nghiên cứu về cấu trúc và địa kỹ thuật của cầu vượt với kết quả sẽ không có bất kỳ rủi ro nào đối với hoạt động của tuyến tàu.

## Sập

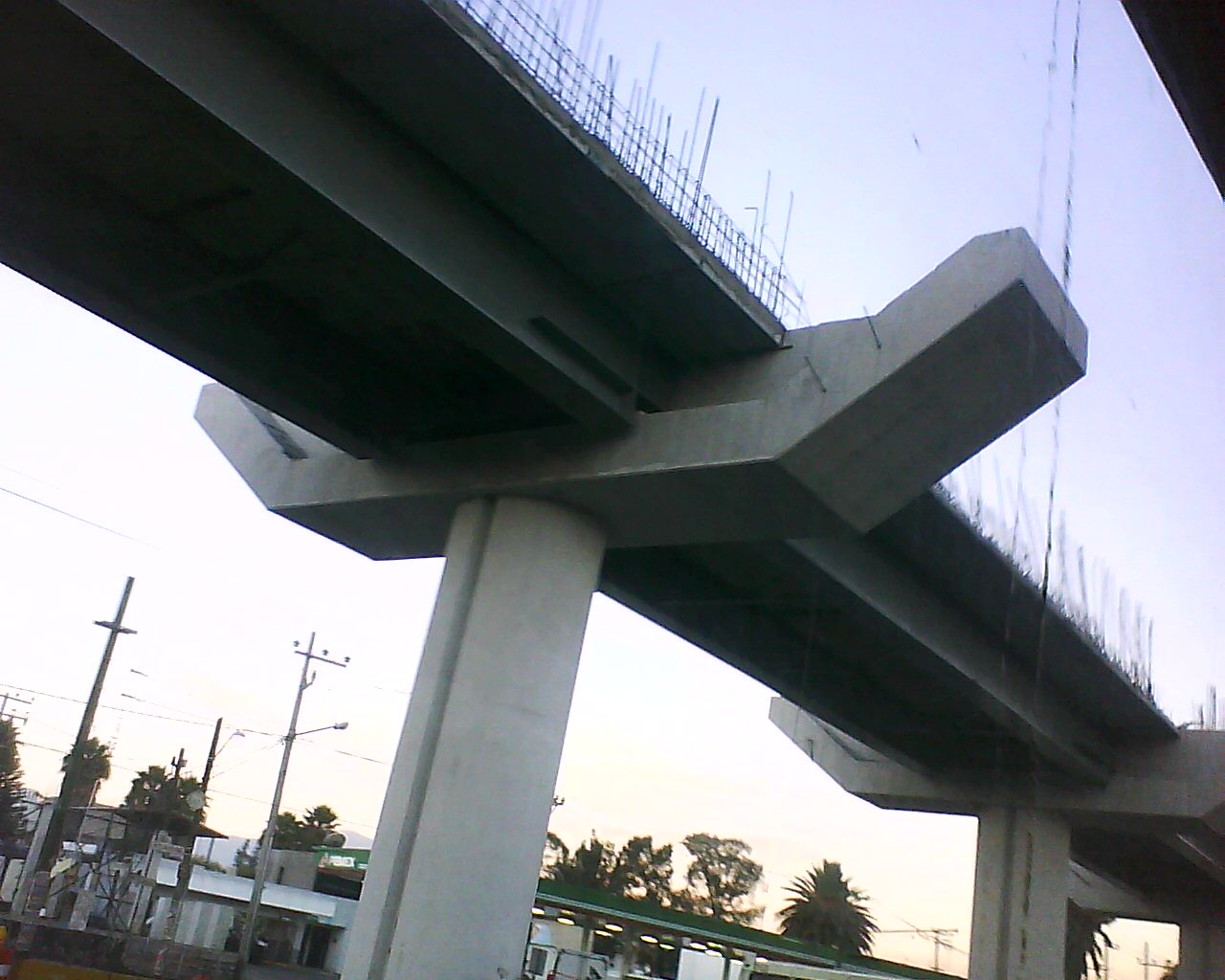
Dầm bê tông gần ga Olivos năm 2010. Vụ tai nạn là do sập các dầm.

Vào ngày 3 tháng 5 năm 2021 lúc 22:25 CDT (UTC−5), một đoàn tàu hướng đông đang di chuyển trên đoạn đường ray trên cao giữa các ga Olivos và Tezonco ở Tláhuac. Khoảng 220 mét (720 ft) trước khi đến ga Olivos, đoạn này sụp đổ khi một dầm đỡ giữ dầm chính của đường ray bị hỏng, khiến hai toa tàu cuối cùng bị trật. Các toa bị đổ được treo theo hình chữ V với một toa tàu chạm đất và toa còn lại treo lủng lẳng. Mảnh vỡ rơi xuống một chiếc ô tô đang lưu thông trên Đại lộ Tláhuac làm thiệt mạng người tài xế và làm bị thương vợ của anh ta. Cầu vượt cao hơn mặt đất khoảng 5 mét (16 ft) nhưng nằm trên dải phân cách bằng bê tông, giúp giảm thiểu thương vong cho những người lái xe trên đường.
Vụ sập làm 26 người chết và 79 người khác phải nhập viện, trong đó ban đầu 7 người được mô tả là trong tình trạng nghiêm trọng. Tính đến ngày 4 tháng 5, vẫn còn 22 người mất tích. Đây là sự cố chết chóc nghiêm trọng nhất về tàu hỏa đường sắt đô thị kể từ năm 1975, khi một vụ trật hai đoàn tàu khiến 31 người thiệt mạng.

## Nỗ lực cứu hộ
Sau vụ sập cầu vượt nhiều người chứng kiến đã lao vào cứu hộ và sau đó thì các đội cứu hộ đầu tiên đến. Những người dân gần đó mời những người cứu hộ cà phê, nước và bánh mì. Một trung tâm mua sắm gần đó đã cho dọn trống bãi đậu xe của họ và để chính quyền thiết lập một chốt kiểm soát. Sau vài giờ, hoạt động cứu hộ đã bị tạm dừng do cấu trúc đống đổ nát không ổn định. Một cần trục đã được điều động đến để nâng các toa của đoàn tàu trong khi các đội cứu hộ tìm kiếm những người sống sót. Toa xe lửa đầu tiên được dỡ bỏ vào ngày hôm sau lúc 09:20 CDT (UTC-5) và toa thứ hai trước 14:00 CDT (UTC-5) vào cuối ngày hôm đó.

## Hậu quả

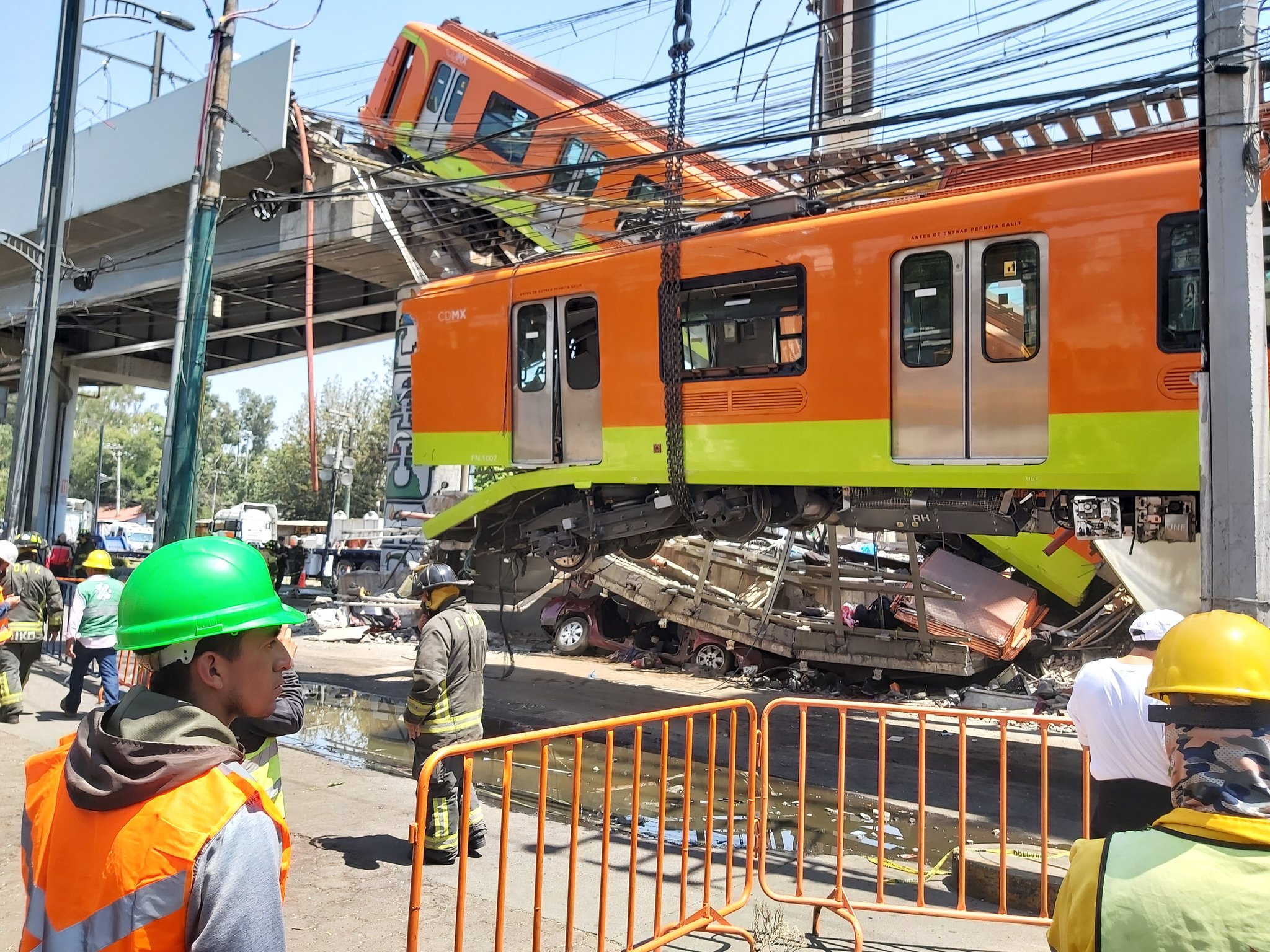
Toa FE-10 được nâng vào ngày 4/5/2021, một ngày sau vụ tai nạn

STC cảnh báo người dân tránh xa khu vực này. Dịch vụ tàu trên toàn bộ Tuyến 12 đã bị đình chỉ và đóng cửa trong khi một cuộc khảo sát kết cấu được thực hiện. Tuyến 12 được thay thế bằng dịch vụ của 490 xe buýt nội thành, nhưng vẫn không đủ đáp ứng nhu cầu của hành khách. Chính quyền thành phố đã ký hợp đồng xe buýt từ công ty Autobuses de Oriente để bổ sung cho dịch vụ. Chính phủ cũng cho bổ sung các tuyến đường tạm thời đến các ga Tasqueña và Universidad.
Chính phủ liên bang tuyên bố ba ngày quốc tang. Các quan chức chính phủ cho biết cuộc điều tra về vụ sập đang được tiến hành bởi Bộ trưởng Tư pháp Mexico, đối tác Thành phố Mexico và công ty quản lý rủi ro Na Uy DNV. Thị trưởng Thành phố Mexico Claudia Sheinbaum cho biết gia đình của những người thiệt mạng sẽ nhận được 700.000 Peso (35.000 USD) mỗi người, bao gồm 50.000 peso (2.500 USD) từ thành phố và 650.000 peso (32.650 USD) từ hệ thống Metro.
Khi giám đốc Serranía được hỏi về những hình ảnh vệ tinh cho thấy đoạn phim hơi bị cong vênh, bà nói "Không hề có thông tin như vậy, điều đó không đúng sự thật". Bà từ chối từ chức. Phong trào Tái sinh Quốc gia (MORENA), đảng cầm quyền của Mexico, đã bỏ phiếu phản đối việc thành lập một ủy ban đặc biệt để điều tra vụ sập cầu, cho biết đó là một đề xuất "nhặt rác" vì vụ việc không có "giải pháp khẩn cấp và rõ ràng".
Tổng thư ký của Liên minh Công nhân Tàu điện ngầm Mexico thông báo rằng khoảng 8.000 công nhân sẽ đình công do không đủ điều kiện làm việc đảm bảo an toàn cho họ. Khách hàng đi tàu đã báo cáo trên mạng xã hội về hư hỏng cấu trúc của các ga trên cao khác, bao gồm Oceanía, Consulado và Pantitlán. Sheinbaum cho biết những chỗ đó sẽ được kiểm tra.
Những người đứng đầu chính quyền hiện tại và trước đây của Thành phố Mexico, Sheinbaum và Ebrard, đều là người trung thành của Tổng thống Andrés Manuel López Obrador, là các ứng cử viên hàng đầu của đảng MORENA cho cuộc bầu cử tổng thống năm 2024. Tuy nhiên, tham vọng của họ có thể bị hạn chế do hậu quả của sự cố này, vì việc xây dựng Tuyến 12 này đã được giám sát bởi chính Ebrard và được coi là "dự án cơ sở hạ tầng đặc trưng" của ông, trong khi đó Sheinbaum có hơn hai năm để giải quyết tình trạng của tuyến và đảm bảo rằng tuyến này duy trì hoạt động tốt.

### Biểu tình
Những ngày sau đó, nhiều cuộc biểu tình bất bình trước sự sụp cầu và họ phản ứng bằng việc phá hoại một số nhà ga, phá vỡ các vách ngăn của bệ kính và những đưa ra các khẩu hiệu nặng lời như "Đó không phải là một tai nạn - Đó là do sơ suất" trên tường nhà ga. Những người biểu tình đã tuần hành từ ga Periférico Oriente đến nơi xảy ra tai nạn với các biểu ngữ "Đó không phải là một tai nạn, những người chịu trách nhiệm có họ và có tên tuổi" và "Tham nhũng giết người và người chết luôn là người dân". Người dân gần đó lập bàn thờ cúng ở trung tâm mua sắm gần đó. Vào ngày 7 tháng 5, hàng trăm người biểu tình đã tổ chức la lối gây chú ý tại hiện trường vụ tai nạn, đòi công lý.

## Phản ứng
Chỉ ít phút sau khi vụ việc xảy ra, Sheinbaum đã đến tận nơi xảy ra tai nạn. Ebrard nói trên Twitter "Những gì xảy ra hôm nay ở Tàu điện ngầm là một thảm kịch khủng khiếp... Tôi rất cảm thông cho các nạn nhân và gia đình của họ". Sáng hôm sau, Obrador - người được bầu làm tổng thống năm 2018 trên cơ sở ủng hộ chống tham nhũng - đã gửi lời chia buồn và nói rằng "Sẽ không có gì được che giấu, chúng ta không nên suy đoán... sẽ không có cáo buộc nào nếu không có bằng chứng". Grupo Carso, nhà xây dựng chính của phần đoạn đường tàu Periférico Oriente– Zapotitlán, thông báo rằng họ sẽ chờ các phân tích chính thức của chuyên gia trước khi đưa ra bất kỳ tuyên bố nào về vụ việc.